# Affaire des boues rouges
Le déversement des « boues rouges » est une pollution industrielle par la société italienne Montedison ayant eu lieu dans le golfe de Gênes et ayant commencé en mai 1972.
Cette affaire a marqué les prémices de la reconnaissance du dommage environnemental.

## Toxicité des boues
Le dioxyde de titane est utilisé par de nombreuses industries, peinture, céramique, émaux, encres, matières plastiques, produits pharmaceutiques.
Pour obtenir la peinture, il faut du blanc de titane (dioxyde), obtenu par l'attaque de l’ilménite, minerai sableux noir, à l'acide sulfurique. Se dégagent alors des sulfates ferreux (de fer, titane, vanadium, chrome, arsenic, plomb, cadmium). On isole le dioxyde de titane par précipitation et combustion. Reste donc une masse énorme de déchets (qui relèvent de la catégorie des déchets industriels dangereux). Pour une tonne de dioxyde de titane, on rejette 4,5 tonnes d'acide sulfurique, 1,5 tonne d'oxyde de fer, 6,5 kg d'oxyde de manganèse, 3,3 kg d'anhydride de vanadium, 1,3 kg de trioxyde de chrome, des dérivés d'arsenic, de plomb et de cadmium.
L'acide sulfurique brûle toute matière vivante s'il est concentré, coagule les protides dont sont composés tous les êtres vivants, augmente l'acidité de la mer, entraînant un déséquilibre du pH mortifère pour la faune et la flore. Des morts et des échouages suspects de gros cétacés ont été constatés sur les côtes de la Corse par Denise Viale, universitaire spécialiste de cétacés et active dans la protection du milieu marin.
Le cas le plus flagrant de ces mammifères marins échoués sur les rivages corses à cette occasion est celui d'un rorqual commun de 20 mètres et 10 tonnes dont la peau semblait grillée.
Le titane et le vanadium sont des métaux toxiques dont une dose infime peut avoir des conséquences catastrophiques : 2 mg de titane par litre tuent le plancton végétal et 4 mg tuent le plancton animal. Le vanadium s'accumule dans l'organisme : il n'est ni détruit ni éliminé ; toute nouvelle dose ingérée s'ajoute aux précédentes (poison cumulatif). Lorsque le seuil de toxicité est dépassé, des troubles apparaissent dans la formation des globules rouges.

## Déroulement
Après un accord donné par les autorités italiennes - à titre expérimental et pour six mois - la société italienne Montedison, installée près de Livourne, organise le rejet de deux à trois mille tonnes de déchets quotidiens à une vingtaine de milles du Cap Corse, provenant d’une usine de production de dioxyde de titane et de vanadium.
En dépit des protestations, l’autorisation - en principe provisoire - est maintenue. Les personnalités les plus éminentes, des océanographes et des biologistes comme Paul-Émile Victor, le docteur Bombard, dénoncent le danger. Le professeur Vaissière, directeur du Laboratoire de lutte contre la pollution en mer, le docteur Aubert, directeur du Centre d’études et de recherches de biologie et d’océanographie médicale (CERBOM) et directeur de recherches à l’INSERM analysent les problèmes.
Des prélèvements et de nombreux dosages sont faits, des expériences de laboratoire sont menées, et un rapport précis sera publié. Les possibilités d’épuration existent, sont connues et applicables. Mais si l’usine recyclait ou épurait ses déchets industriels, le prix de revient du titane augmenterait de 15 %.
En 1972, un mouvement populaire massif de défense du patrimoine naturel soulève l’opinion publique, en Corse et à l’extérieur, en réaction à cette pollution marine au large du Cap Corse. Des comités anti-boues rouges fleurissent à Bastia et à Ajaccio. Les médias rendent compte de leur action.
Cependant ceux-ci n’étant pas déclarés en préfecture, c’est la Jeune Chambre Économique de Corse qui engagera le contentieux contre la Montedison, rejointe par la Prud’homie des Pêcheurs de Bastia. 
Le 19 mai 1973 la totalité des ports de Corse ainsi que ceux de Marseille, Nice, Port-Vendres, Sète sont barrés par les pêcheurs. Le 26 mai suivant, même opération de protestation par les pêcheurs et défenseurs de la nature, à Viareggio.
Les réactions s’amplifient avec le congrès de Beyrouth qui se tiendra du 3 au 5 juin 1973 sous l’égide des Villes Jumelées et Cités Unies. La délégation corse composée de José Stromboni et Fredy Santucci provoquera une vive réaction de la délégation française comptant 80 personnes. Mais le reste de l’assemblée, forte d’un millier de participants, permettra à José Stromboni de poursuivre, une intervention très applaudie par le reste des participants debout. Les boues rouges et le manque de réaction publique apparaissent aussi comme une "justification" de l’action clandestine : le 15 septembre, le Scarlino Secondo, un des bateaux déversant habituellement les déchets est plastiqué en Italie, à Follonica. Dans la presse de l’époque François Giagobbi et Jean Zucarelli parlent « d'une explosion de joie ». L’action est revendiquée plus tard par le Front paysan corse de libération (FPCL). Une grande manifestation unitaire a lieu en février 1973. Référence : https://www.ina.fr/video/CAF89044137/
À la tête de la manifestation se trouvent des élus de toutes étiquettes, hommes politiques, autorités religieuses. Le sous-préfet de Bastia Robert Miguet est molesté lors de cet événement. L’incident entraîne l’arrestation du responsable fédéral du Parti communiste, adjoint à la mairie de Bastia, et d’Edmond Simeoni porte-parole de l'Action régionaliste corse (ARC). Cette mobilisation générale et l’action en justice menée par la Jeune Chambre Économique de Corse aboutiront à la condamnation, en avril 1974, des responsables de la multinationale Montedison lors d’un procès à Livourne.
C’est l’affaire des boues rouges de Corse qui a posé pour la première fois sur le plan juridique la question des dommages écologiques.

## Sources
- Jean-Paul Delors et Stéphane Muracciole, Corse : la poudrière, Éditions Alain Moreau, 1978.
- Alain Orsoni, Un destin corse: Le maquis ardent, Jean-Claude Gawsewitch Éditeur, 2012.